# Rover P6

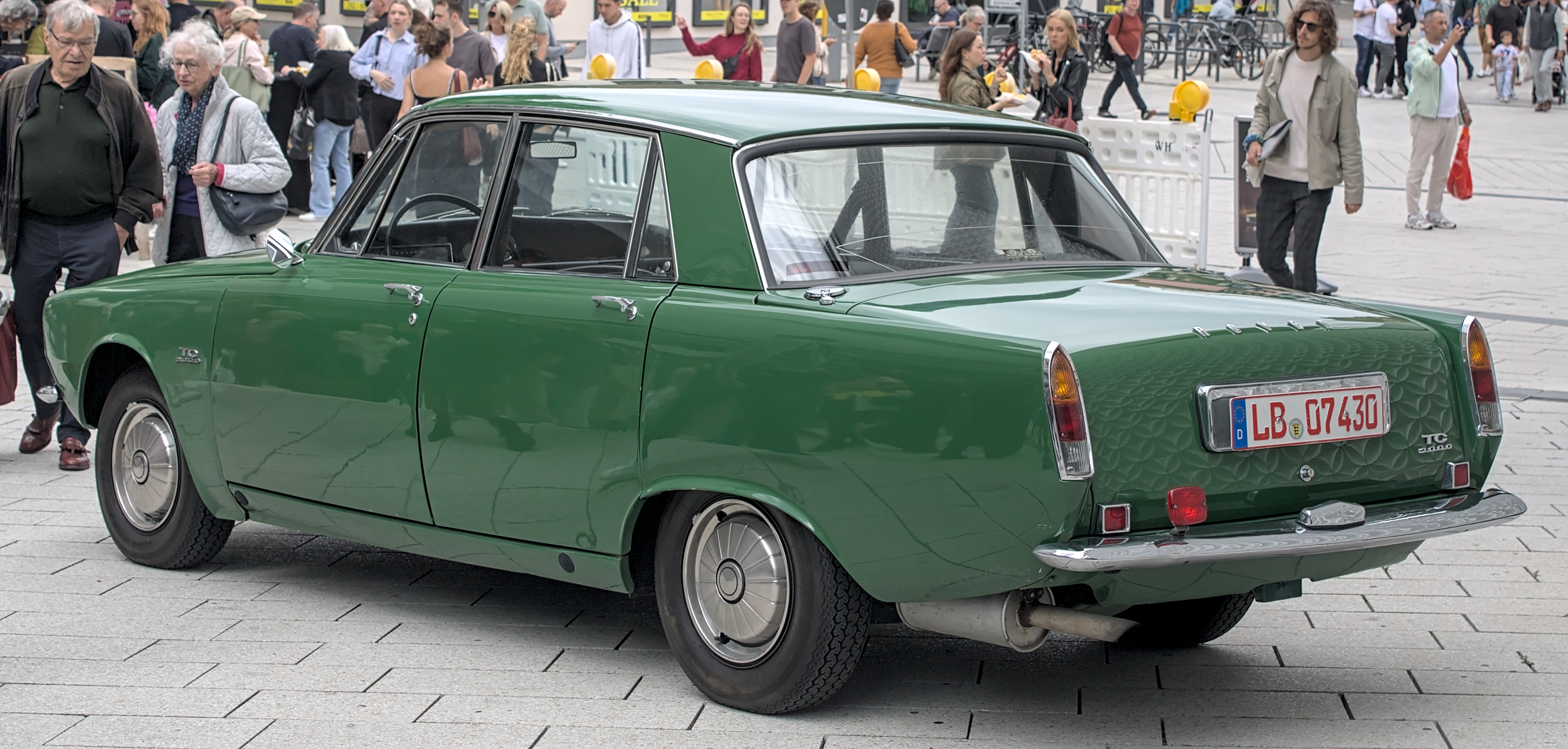
Heckansicht

Die Rover P6-Serie (genannt 2000, 2200 oder 3500, je nach Hubraum) bezeichnet viertürige Limousinen, die von September 1963 bis März 1977 in Solihull von The Rover Company Ltd., nach deren Übernahme 1967 von British Leyland UK Ltd. hergestellt wurden. Der Rover 2000 wurde 1964 zum Auto des Jahres gewählt.

## 2000
Der P6 war das sechste und letzte der von Rover entworfenen P-Nachkriegsmodelle, das in Produktion ging. Das Fahrzeug wurde zunächst unter der Bezeichnung Rover 2000 verkauft. Der P6 war eine Neukonstruktion, die im Vergleich zu früheren Modellen wie dem P4 zur Umsatzsteigerung beitragen sollte. Der P5 wurde noch bis 1973 parallel zum P6 weiter angeboten.
Der erste P6 hatte einen neuen Vierzylinder-Reihenmotor mit 1978 cm³ Hubraum, obenliegender Nockenwelle und etwa 78 kW (104 bhp) Leistung, der speziell für dieses Modell entwickelt worden war. Rover entwickelte später daraus einen Motor mit SU-Doppelvergasern und einer Leistung von ungefähr 92 kW (124 bhp) und verkaufte das überarbeitete Modell als Rover 2000 TC (für Twin Carburetor, also Doppelvergaser). Der Aluminiumzylinderkopf war unten eben, die Brennräume lagen in den Kolben (Heron-Brennraum). Ungewöhnlich, aber fortschrittlich waren die natriumgefüllten Auslassventile. Die Motoren mit SU-Einfachvergaser wurden weiterhin im Rover 2000 SC (Single Carburetor) verwendet. Der Motorblock war für seine Zeit altertümlich konstruiert: Er war beidseitig seitlich offen, diese großen Öffnungen wurden mit abnehmbar verschraubten Platten verschlossen. Die britische Presse bezeichnete das als „like a vintage Bentley“ – wie ein Vorkriegs-Bentley. Dies führte wegen der geringen Steifigkeit des Blocks durch die daraus resultierende starke Körperschallentwicklung zu einem rauen und lauten Motorlauf.
Der Rover 2000 war mit einem voll synchronisierten Schaltgetriebe, vier Scheibenbremsen (hinten innenliegend) und den Radaufhängungen seiner Zeit voraus. Die Hinterachse war ungewöhnlich konstruiert, denn anders als bei einer herkömmlichen starren De-Dion-Achse war der Achskörper geteilt und dessen beide radtragenden Seiten durch ein Drehschubgelenk miteinander verbunden. Die Achse gehört somit zu den Verbundachsen. Zusätzlich zu vier Stablenkern (die unteren nach schräg vorn, die oberen nach hinten gerichtet) dienten die Gelenkwellen ohne Längenausgleich als zusätzliche Querlenker, denn das Differential war aufbaufest. Auch die vordere Radaufhängung war ungewöhnlich, mit längs angeordneten Dreieckslenkern oben, die als Winkelhebel auf horizontal angeordnete Schraubenfedern wirkten und Dreiecksquerlenkern unten (eine ähnliche Konstruktion gab es sonst nur bei Glas). Sie war so konstruiert, dass im Motorraum Platz für die Rover-Gasturbine gewesen wäre. Tatsächlich wurde diese Turbine aber nie in Serienfahrzeugen verwendet; Jahre nach der Vorstellung des Autos ermöglichte der breite Motorraum jedoch den Einbau eines Achtzylinder-V-Motors. Die Rollenlenkung lieferte Marles. Die selbsttragende Karosserie hatte wie der Citroën DS nichttragende Bleche an einem Teilrahmen.
Die Anbauteile waren nicht verchromt, sondern die Rahmen der Seitenfenster, die Zierleisten am Dach und die Radkappen waren aus rostfreiem Stahl. Motorhaube und Kofferraumdeckel waren aus einer Aluminiumlegierung gefertigt. Die übrige Karosserie war – damals nicht außergewöhnlich – ziemlich schutzlos dem Rostfraß preisgegeben, wobei die Serie 1 als deutlich rostresistenter galt als die Serie 2 – ein Phänomen, das wegen des hohen Kupferanteils im Stahl der 1970er-Jahre bei vielen Autos auftrat.
Testfahrten wurden seinerzeit zunächst ohne Türen, Hauben und Dach durchgeführt. Die entsprechenden Bauteile wurden dann später fertig lackiert am Fahrzeug verschraubt. Der Grundrahmen und die sichtbaren Rahmenteile wie beispielsweise im Motorraum waren grundsätzlich in Mattschwarz lackiert.
Der Rover 2000 gewann nach der Einführung einige Industriepreise für seine Sicherheitsausstattung. Das Auto war auf Wunsch auf allen Sitzplätzen mit Sicherheitsgurten ausgestattet und hatte eine im Hinblick auf passive Sicherheit konstruierte Innenausstattung. Die Sitzpolster waren ohne Federkern aus Schaumgummi auf Stahlblechschalen. Neu war die extrem kurze, im Falle eines Aufpralls nach oben abknickende Lenksäule. Ein weiteres neues Ausstattungsdetail waren Glasprismen an den vorderen Begrenzungsleuchten. Sie ermöglichten dem Fahrer, die Fahrzeugbreite auch bei schlechter Beleuchtung gut abzuschätzen und dienten außerdem dazu, defekte Standlichtlampen anzuzeigen.
Der Kofferraum war klein. Gründe dafür waren unter anderem die voluminöse De-Dion-Hinterachse, der aus Sicherheitsgründen hinter der Stahlwand der Rücksitze platzierte Benzintank und in der Serie 2 die nach hinten verlegte Batterie. Wegen dieses kleinen Kofferraums schuf Rover – bei der Serie 2 serienmäßig – die Möglichkeit, das Reserverad außen auf dem Kofferraumdeckel zu montieren.
Alle P6-Varianten der Serie 2 wurden 1971 überarbeitet; so ersetzte zum Beispiel ein Kühlergrill aus Kunststoff das Aluminiumbauteil, die Wagen erhielten neue Motorhauben (mit Ausbuchtungen für den V8-Motor, die aber auch die 4-Zylinder-Versionen erhielten) und neu angeordnete Reflektoren am Heck. Der 3500 und der 2000 TC erhielten neue Rundinstrumente, während beim 2000 SC der altbekannte Wandertacho beibehalten wurde. Bei allen Serie-2-Modellen befand sich die Batterie nun im Kofferraum.

## 3500 V8 – 3500 S
Nach etwa 100.000 produzierten Rover 2000 wurde der Rover 3500 im April 1968 vorgestellt und bis Frühjahr 1977 hergestellt. Mit seinem V8-Motor mit 3528 cm³ Hubraum, dem ehemaligen Buick-Small Block mit 158 kW im Buick Special, sah man eine Möglichkeit, sich innerhalb des Konzerns British Leyland vom sportlichen Konkurrenzmodell Triumph 2000, abzusetzen. Seit 1967 war dieser sehr leichte Aluminiummotor bereits mit geringfügig höherer Leistung im gediegenen Rover 3½-litre im Einsatz.
Im Rover 3500 leistete der Motor etwa 110 kW, mit Abgasentgiftung im Mk2 etwa 104 kW. Der Wagen hatte serienmäßig den dreistufigen Wandler-Getriebeautomaten von Borg-Warner, Type 35 (oft abgekürzt BW 35), später Borg-Warner Type 65. 1971 kam der Rover 3500 S mit handgeschaltetem Vierganggetriebe, „rostyle“-Radkappen und etwa 113 kW heraus. Dank eines Leergewichts von etwa 1300 kg wurde eine Höchstgeschwindigkeit von etwa 188 km/h und eine Beschleunigung in etwa 11 Sekunden von 0 auf 100 km/h möglich. Zu seiner Zeit genügte das, um den Rover 3500 zu den leistungsstärksten Limousinen auf dem Markt zu zählen.

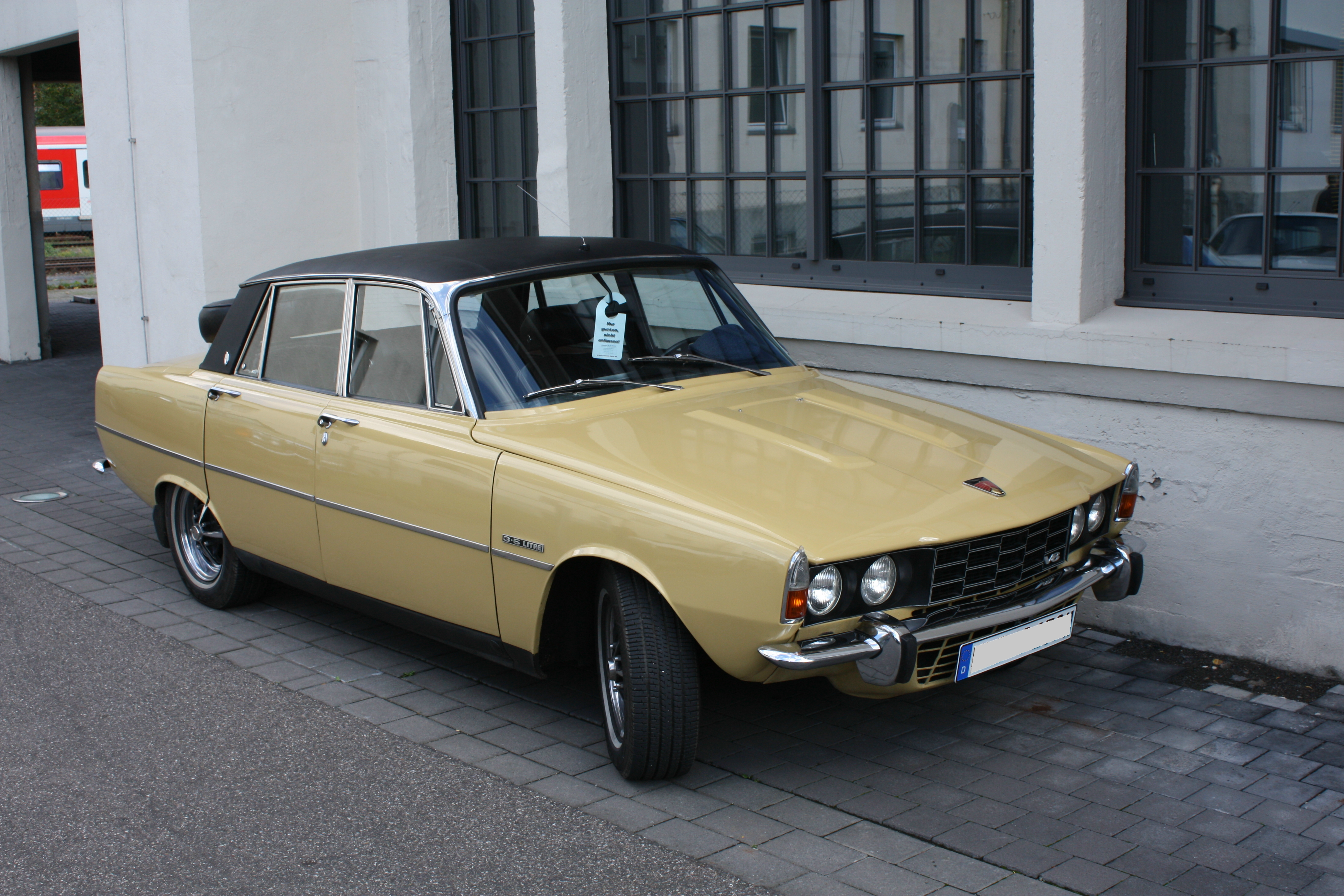
Rover 3500 V8 (1968–1976)
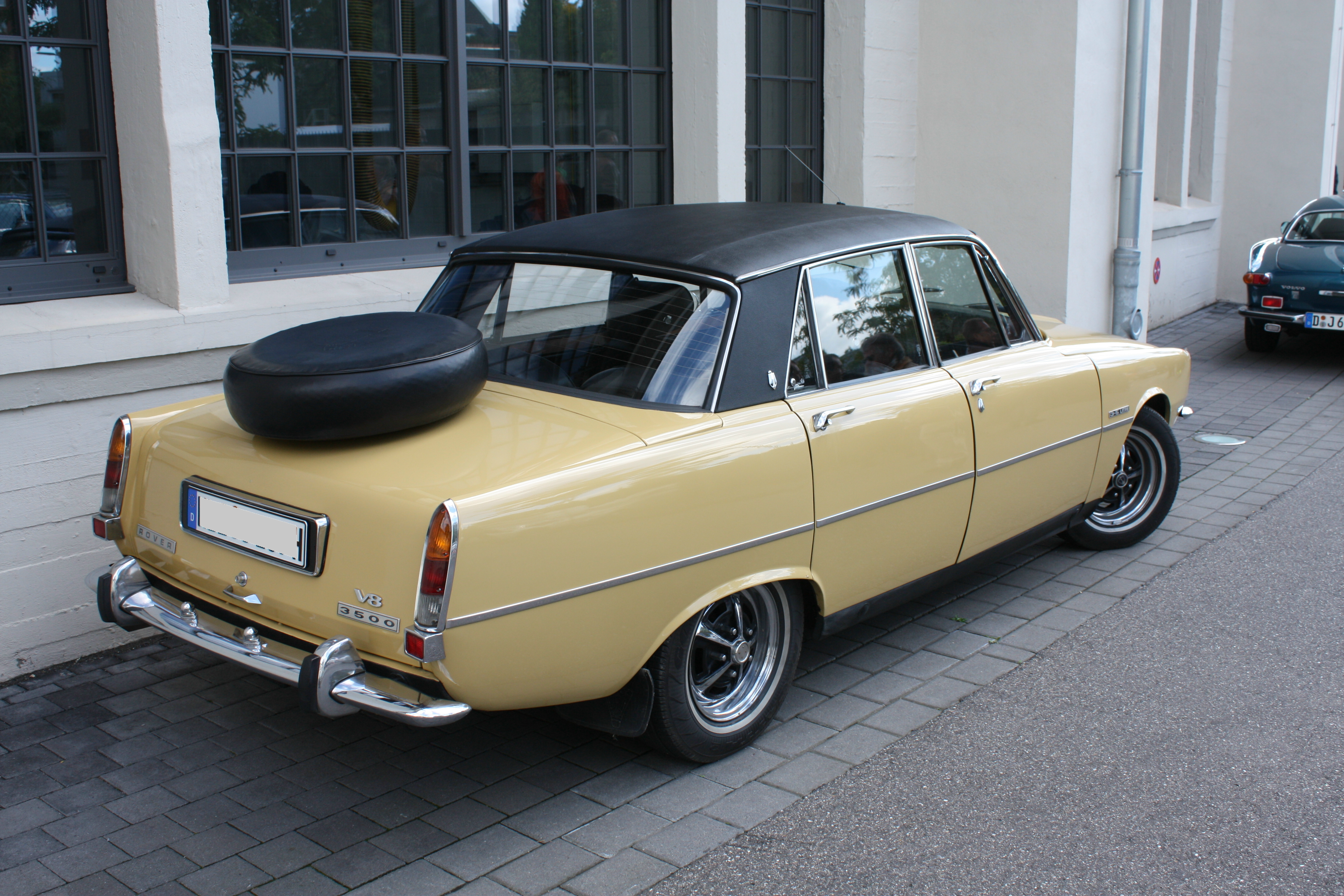
Heckansicht Serie 2
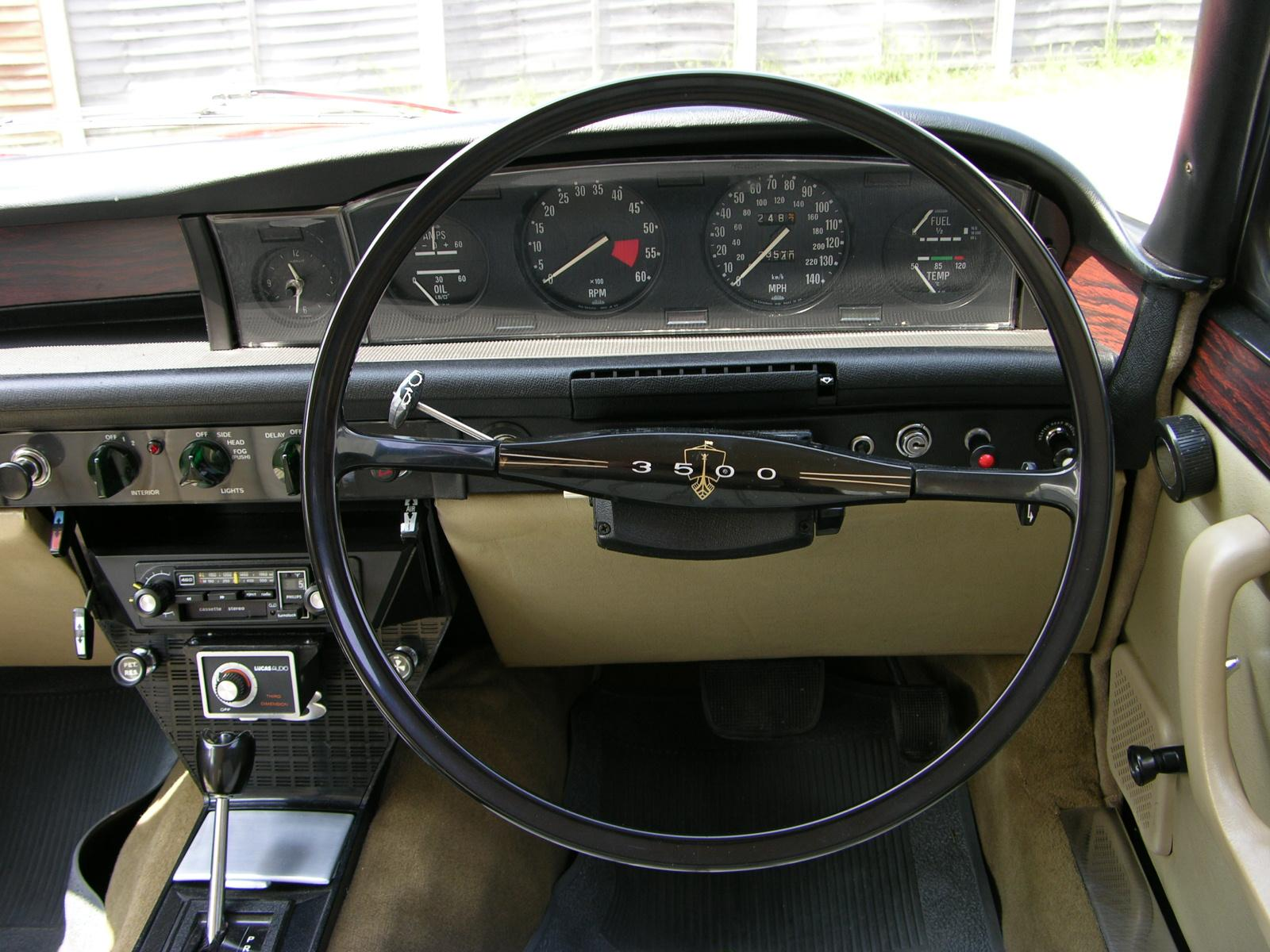
Cockpit Mk2
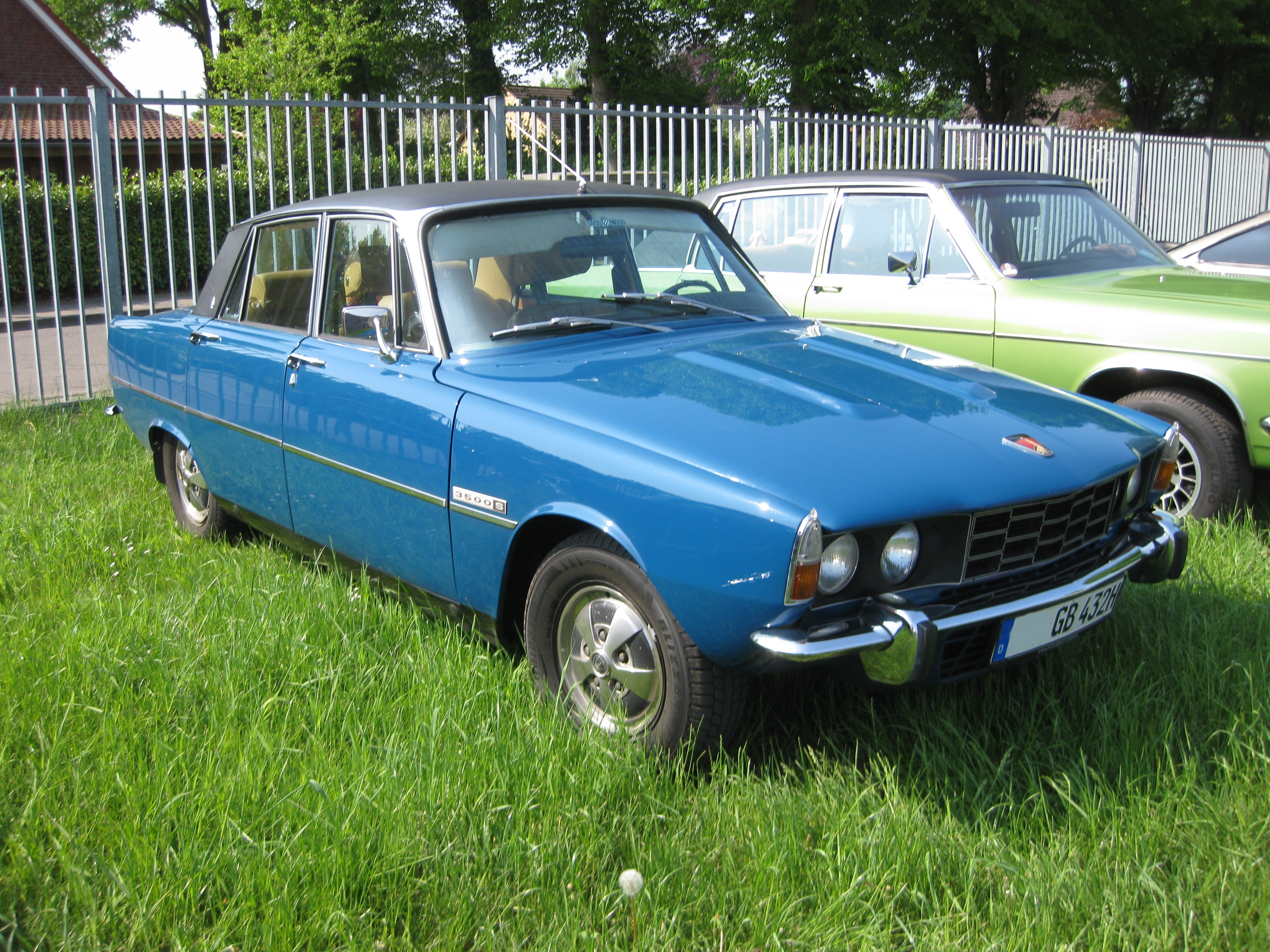
Rover 3500 S (Vinyldach)
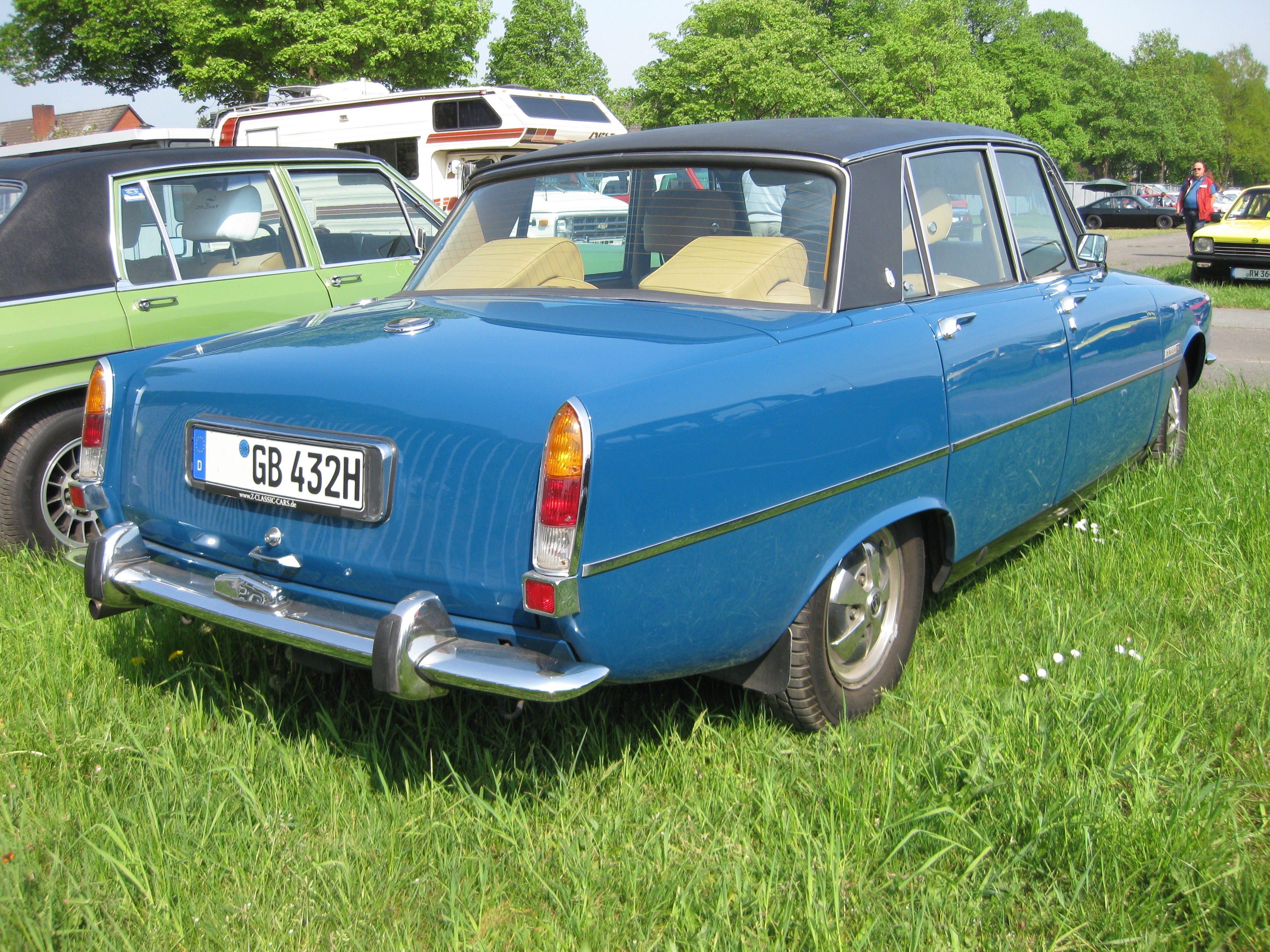
Rover 3500 S, serienmäßige Räder

## 2200

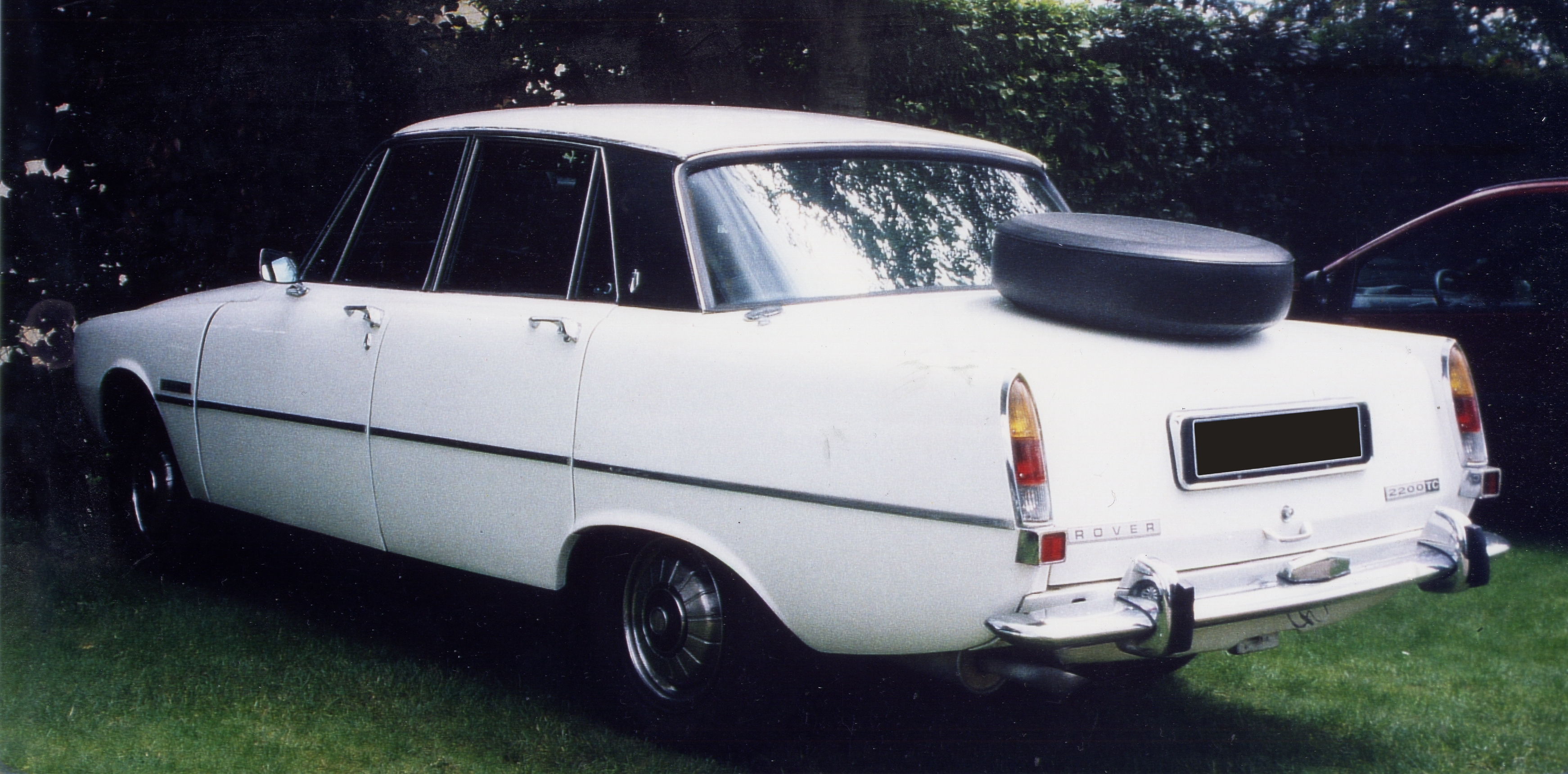
Rover 2200 (1973–1977)

Der Rover 2200 SC und der Rover 2200 TC ersetzten die Modelle 2000 und 2000 TC. Sie wurden von Mitte 1973 bis Frühjahr 1977 hergestellt und hatten einen modifizierten 2,0-l-Motor mit 2205 cm³ Hubraum und 98,5 kW.
Der letzte 2200 verließ das Werk am 19. März 1977. Es war ein linksgelenktes Exportmodell; dieses wurde später von der Tourist Trophy Garage in Farnham wieder auf Rechtslenkung umgebaut.

## NADA-Modelle
Rover unternahm einige erfolglose Versuche, sich auch auf dem US-Markt zu etablieren. Eine Version des P6 war der NADA (North American Dollar Area) mit einem höheren Ausstattungsniveau als die Fahrzeuge auf dem Heimatmarkt. Dazu gehörten das „Icelert“ (Eisalarmsystem), das den Fahrer warnte, wenn die Außentemperaturen gegen den Gefrierpunkt sanken, und die Gefahr von Eisglätte auf der Straße drohte. Als Komfortausstattung waren außerdem eine Klimaanlage und vier elektrische Fensterheber lieferbar.

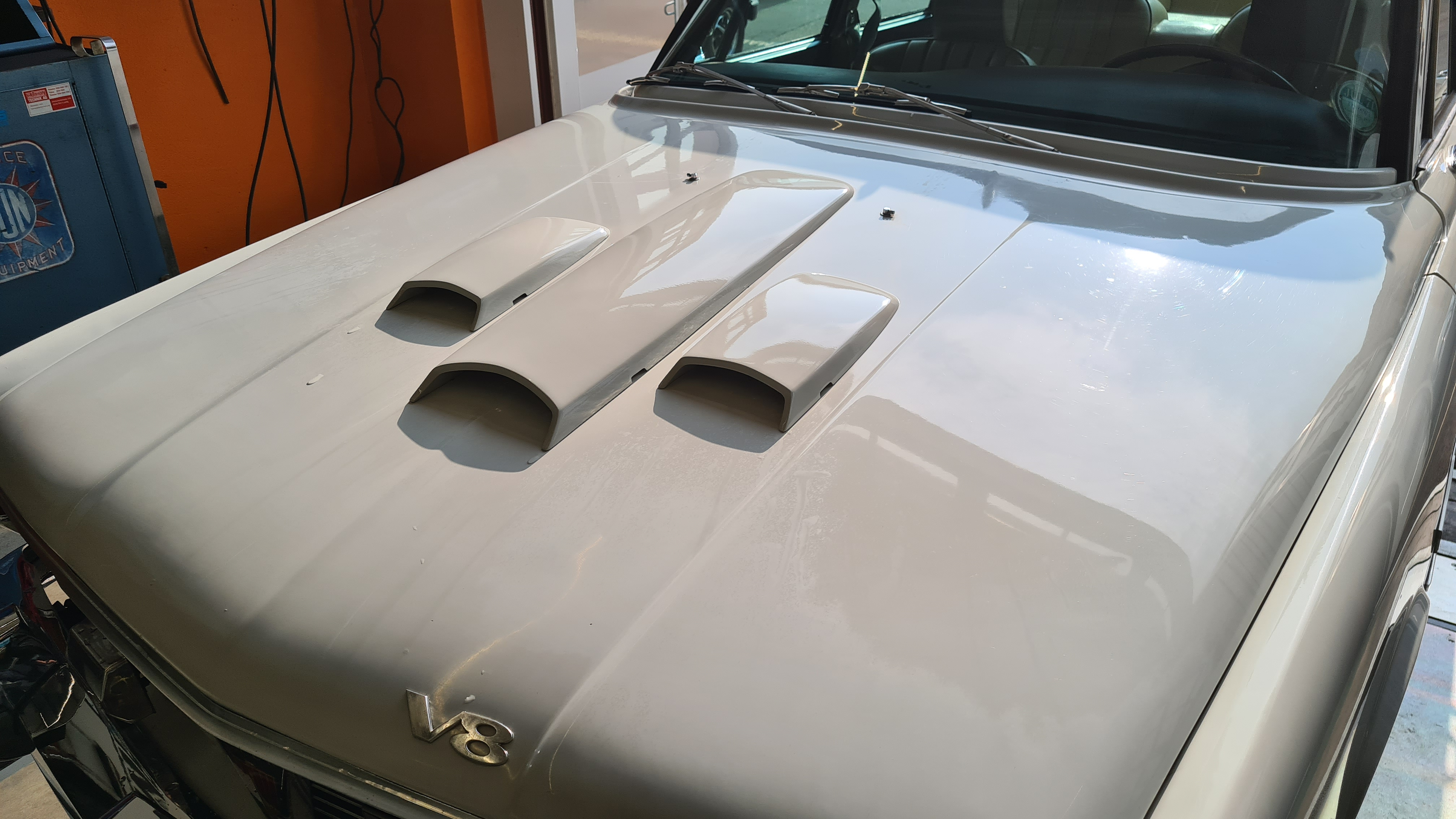
Charakteristische Lufteinlässe des NADA

Sichtbare Unterschiede außen waren Stoßstangenhörner sowie beim Modell 3500 S drei Lufthutzen auf der Motorhaube. 

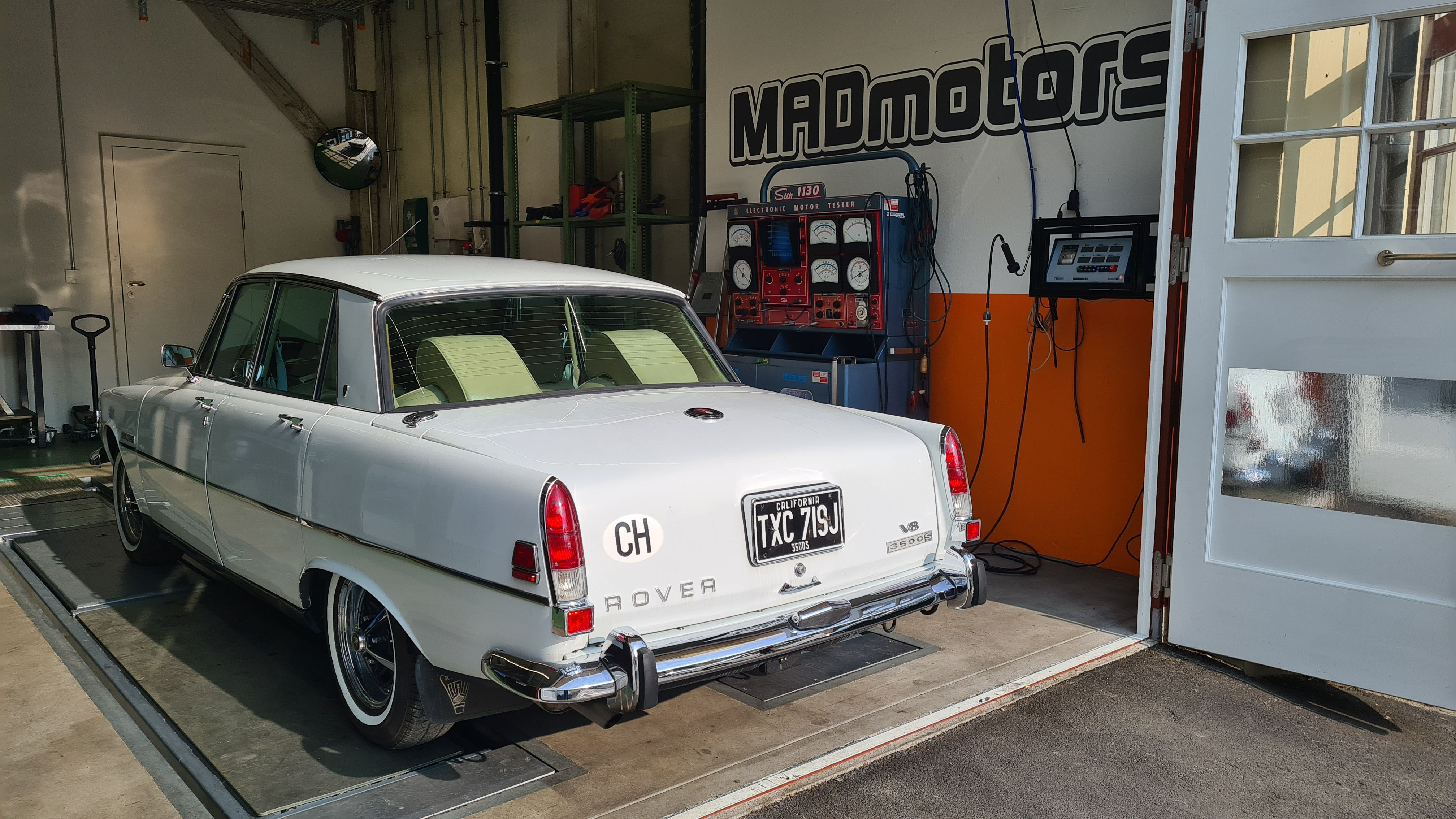
Stoßstangenhörner und „side markers“, die es nur beim NADA gab
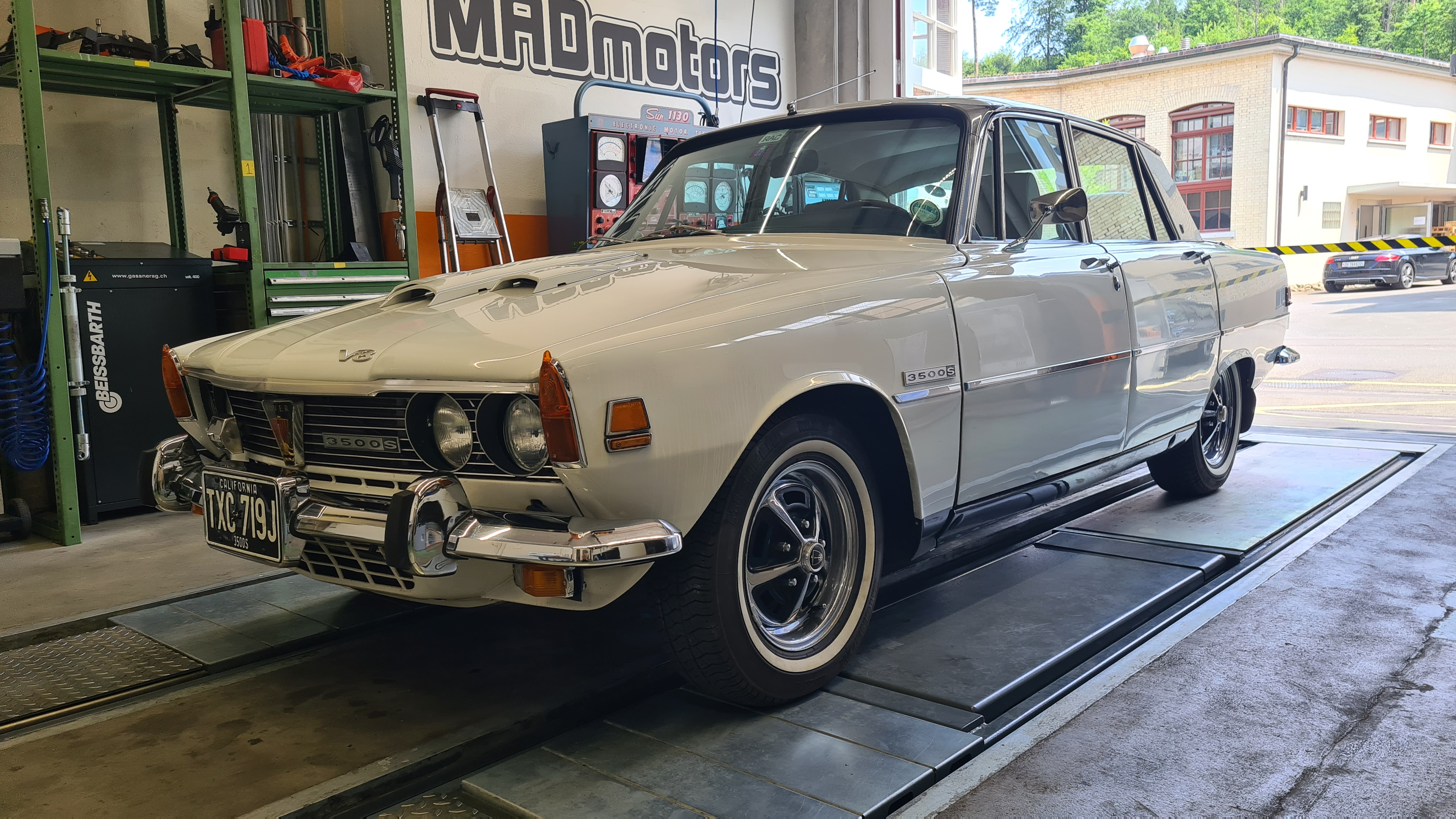
Seitenblinker am Modell NADA
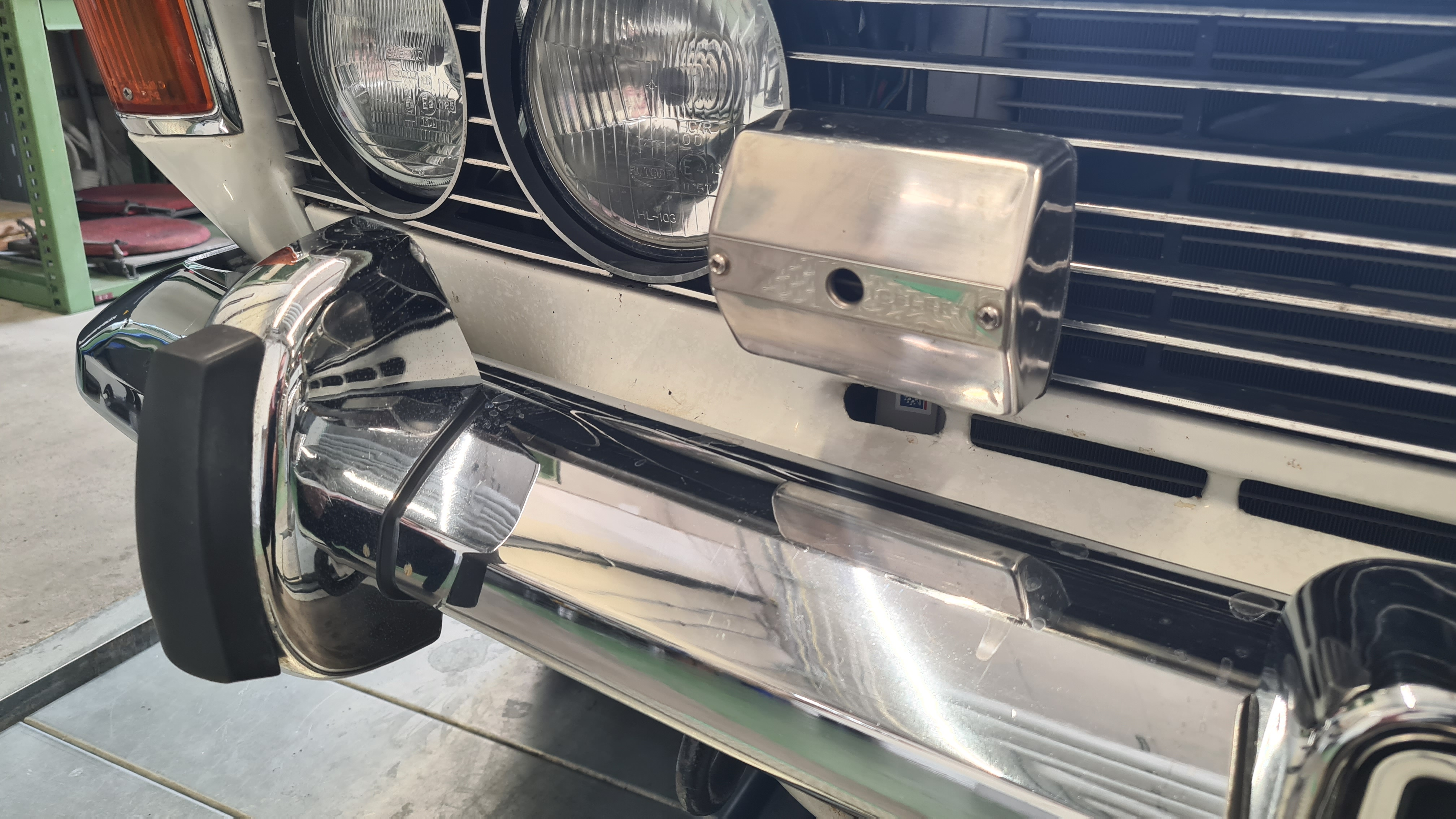
„Icelert“ (Eisalarmsystem)
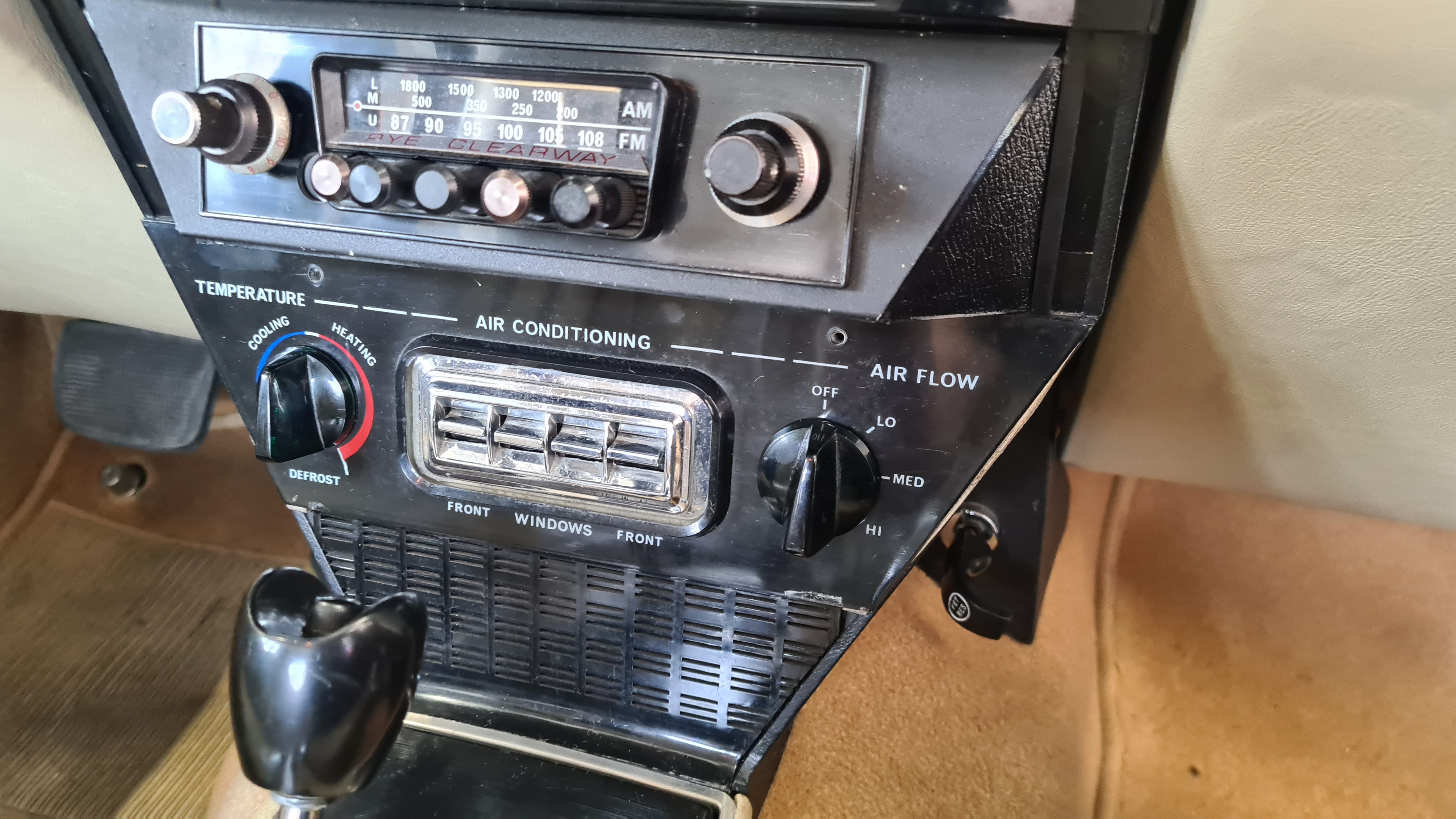
Klimaanlage und vier elektrische Fensterheber
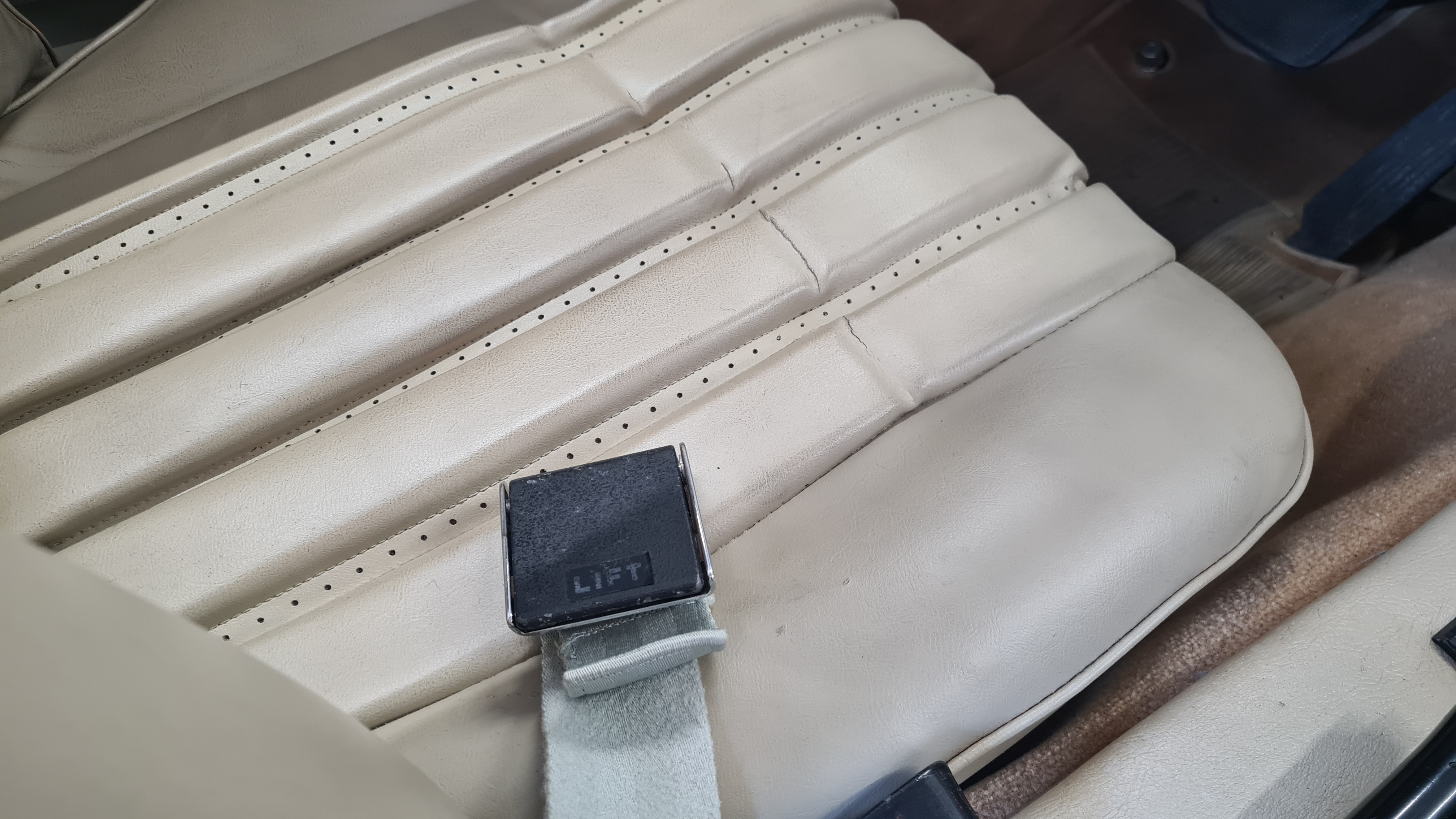
Sitze für bessere Luftzirkulation perforiert

Die Autos verkauften sich in den USA allerdings nicht gut und wurden daher später auch in Europa vertrieben, wobei die für Großbritannien bestimmten Fahrzeuge wieder auf Rechtslenkung umgestellt worden waren.
Einige Exemplare wurden als Polizeiwagen in dem Film Gattaca eingesetzt; dieser spielt in einer nicht näher bezeichneten Zukunft. Im zweiten Film der Austin-Powers-Reihe „Spion in geheimer Missionarsstellung“ (1999) jagt Mustafa (Will Ferrell) 1969 im schwarzen rechtsgelenkten 3500 S die CIA-Agentin Felicity, die ihn in ihrer Corvette mit Austin als Beifahrer auf kurvenreicher Bergstraße nicht abschütteln kann; sie muss ihm einen Reifen zerschießen, so dass er nach Kontrollverlust eine Leitplanke durchbricht und der P6 in ein Tal stürzt – was sein Fahrer überlebt. Der Fahrzeugtyp hatte auch einen kurzen Auftritt in dem Remake der Fernsehserie Battlestar Galactica (2005), das in einem anderen Universum angesiedelt war.

## Der letzte P6

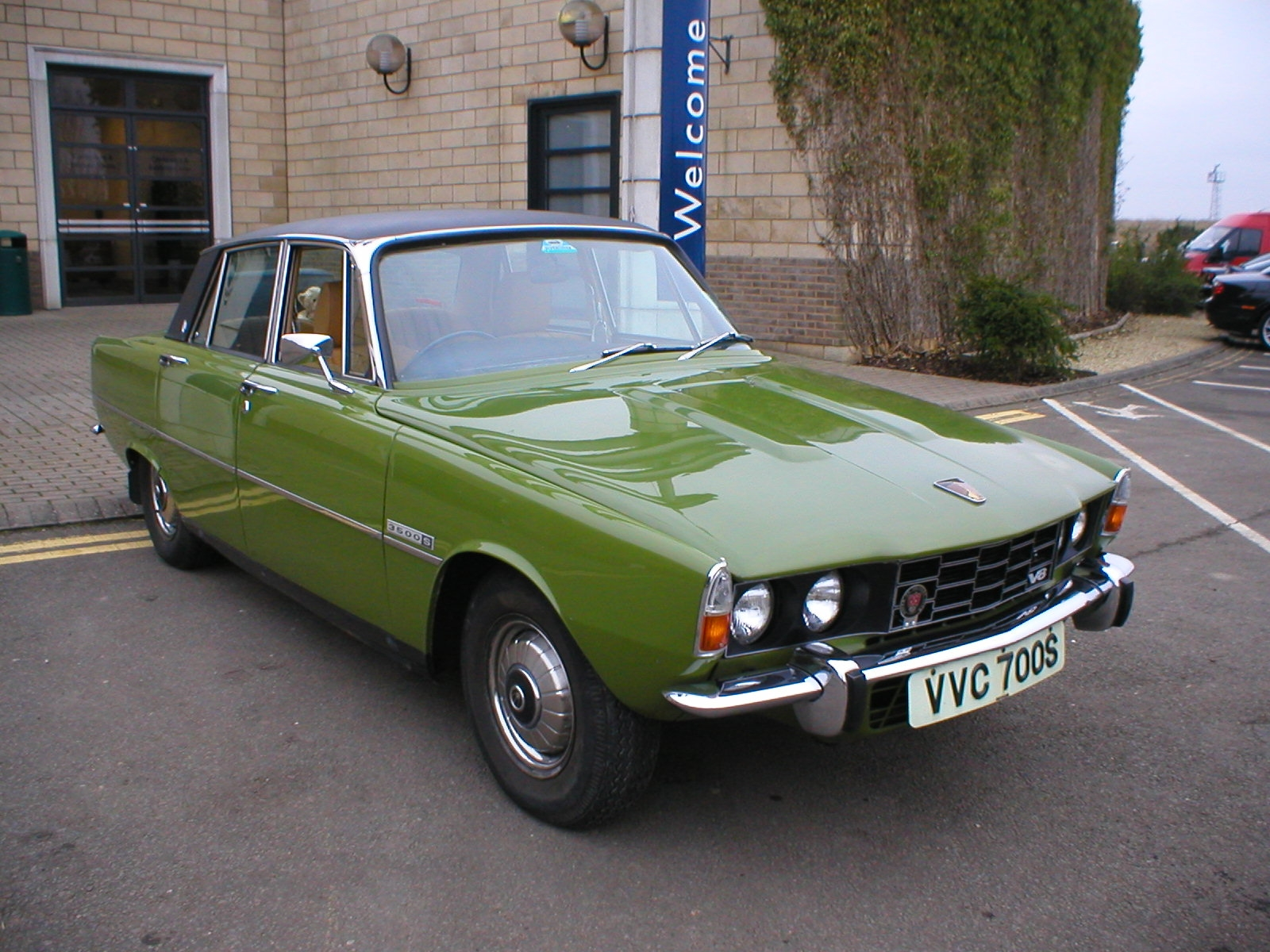
Rover 3500 S (1977)

Der letzte Rover P6 war ein 3500 S und verließ das Werk am 19. März 1977. Die Rover-Archive bezeichnen ihn als 'Last of Line'. Dieses Fahrzeug mit dem britischen Kennzeichen VVC 700S ging zunächst an die Leyland Historical Vehicle Collection, dann zum Donington Park Circuit. Ab 1980 wurde es in Syon Park ausgestellt. 1990 zog die Sammlung ins Lager von Studley Castle, das im Besitz von Rover war, und 1993 in ihr neues Domizil in Gaydon, das zunächst British Motor Industry Heritage Trust und später Heritage Motor Centre hieß.
Der VVC 700S war dort bis 2003 ausgestellt, bis er in Banham verkauft wurde. Danach wurde er erstmals wieder 2006 in Gaydon ausgestellt. Er war noch im Originalzustand und niemals restauriert. Als das Auto die Sammlung verließ, war es 12.300 Meilen gelaufen.

## Umbauten

### Kombis

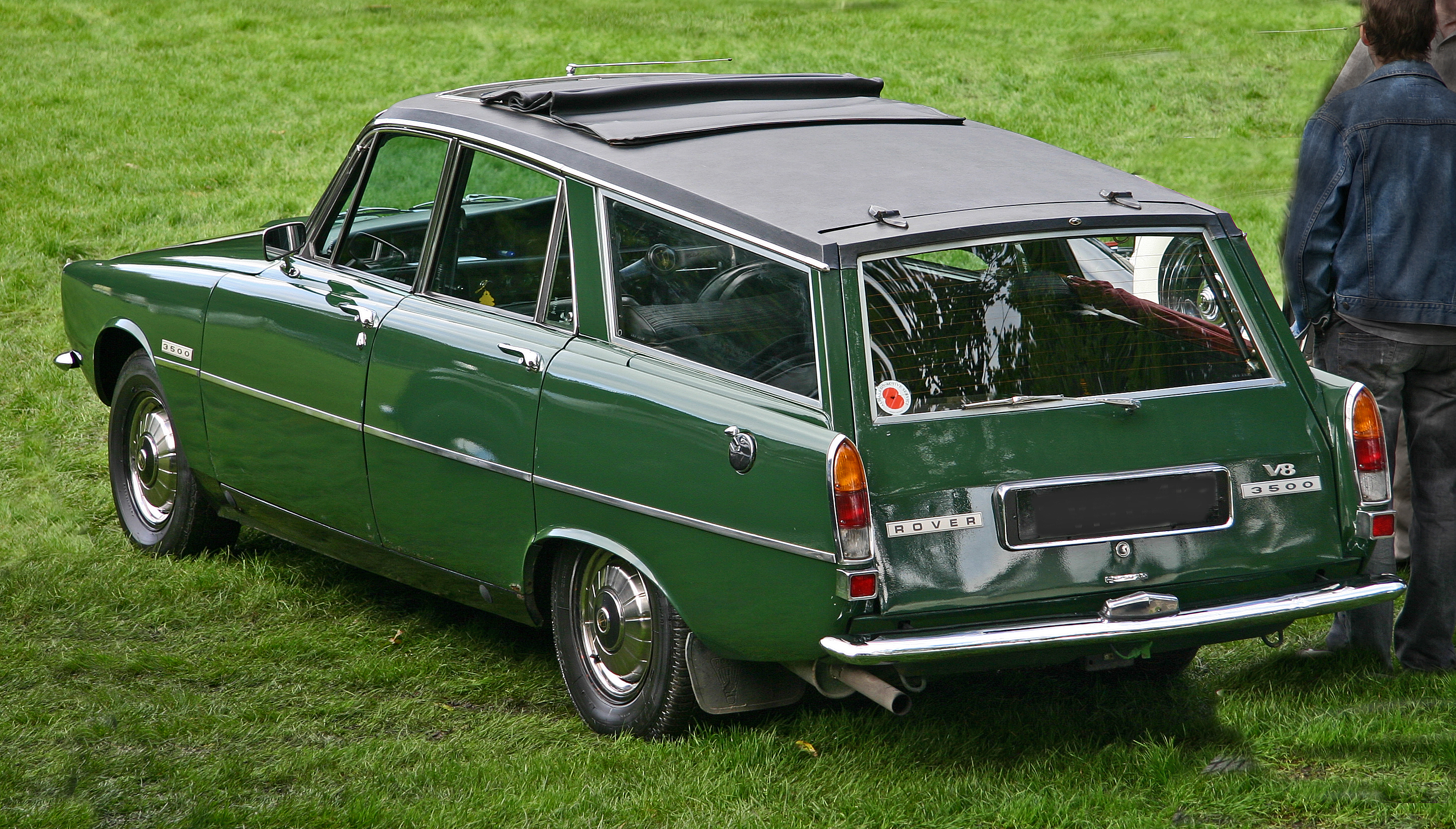
Rover 3500 Estate

Es gab auch ein Kombimodell des Rover P6, bekannt als Rover Estoura, das von der Limousinenversion abgeleitet war. Es wurden etwa 160 bis 170 Exemplare von der Kombiversion hergestellt. Der Umbau war anfänglich nicht von Rover autorisiert; spätere Konstruktionen erhielten die Zustimmung von Rover, sodass die Werksgarantie erhalten blieb.
Der Umbau war aufwendig. Die Bleche für das Kombi-Modell wurden von Coachwork FLM Panelcraft hergestellt, der Umbau selbst und die Fertigstellung erfolgte dagegen bei anderen Karosserieunternehmen, vor allem bei Crayford und bei H.R. Owen. Es war möglich, Umbauten auch an bereits ausgelieferten Fahrzeugen vornehmen zu lassen. In diesem Fall wurden die meisten Umbauten innerhalb von zwölf Monaten nach der Auslieferung in Auftrag gegeben, damit nicht Steuern wie bei Neufahrzeugen anfielen.
Die Umbaukosten betrugen etwa 800 GBP, und die meisten Umbauten wurden an 3500-Modellen durchgeführt, in geringerem Maße bei 2000- oder 2200-Versionen.

### Landaulet
Das französische Karosseriebauunternehmen Chapron fertigte eine viertürige Landaulet-Version eines 3500 V8. Es handelte sich um ein Einzelstück, das im Auftrag des Pariser Unternehmers Alain Bernardin entstand, des Chefs des Kabaretts Crazy Horse. Das Auto hatte fest stehende Türen und eine feste C-Säule. Das Stoffdach konnte heruntergeklappt werden und lag zusammengefaltet hinter den Rücksitzen. Es blieb ein Einzelstück.

### Cabrio und Coupé
Bei dem für seine Umbauten und Entwicklungen von Fahrzeugen der 1965 durch Rover übernommenen Alvis Cars bekannten Berner Carrosserier Graber entstand 1965 ein viersitziges Cabrio für eine bei Rover erwogene Serie; nach Vorstellung auf dem Autosalon in Genf 1966 wurde es in der Schweiz zum öffentlichen Verkehr zugelassen. 1967 und 1968 folgten ihm einige Coupés von Graber, davon eines auf Basis des Rover 3500.

## Nicht realisierte Modelle

### Rover P7
Bereits kurz nach Präsentation des Rover 2000 begannen Überlegungen, den P6 wahlweise mit einem größeren Motor auszurüsten, um mit dem Triumph 2000 zu konkurrieren. Hierzu entwickelte Rover auf Basis des Vierzylinder-Motors zwei Alternativen: einen Reihen-Sechszylinder mit 3 Litern und einen Fünfzylinder mit 2,5 Litern Hubraum.
Etwa im Jahr 1964 wurden fünf Prototypen mit diesem Sechszylindermotor gebaut; werksintern wurden sie als Rover P7 bezeichnet. Sie basierten weitestgehend auf dem P6, hatten allerdings wegen des größeren Motors deutlich verlängerte Vorderwagen, deren Gestaltung sich im Einzelnen stark voneinander unterschied. Die Wagen waren schnell – die britische Zeitschrift Autocar sprach von einer Höchstgeschwindigkeit von 140 Meilen pro Stunde (= 224 km/h) –, hatten aber ein schlechtes Handling, da sie sehr kopflastig waren.
Ende der 1960er-Jahre wurde die Entwicklung eingestellt. Mit der Übernahme des kompakten Achtzylinders von Buick, den Rover inzwischen kultiviert hatte, bestand für einen eigenen Sechszylinder kein Bedarf mehr. Der Achtzylinder war eine leichtere und preiswertere Alternative, die zunächst im P5 und später – ohne neuen Vorderwagen – im 3500 sowie im Range Rover ihren Siegeszug antrat.
Ein Prototyp mit der Bezeichnung P7A existiert noch.

### Rover P8
Ein weiteres Projekt, das letztlich nicht realisiert wurde, war der Rover P8, eine große Limousine mit dem hauseigenen Achtzylinder, der Antriebstechnik des Rover P6 und einem eigenständigen Design. Der Wagen wurde bis zur Serienreife entwickelt, und selbst die Fließbänder wurden bereits zur Serienproduktion vorbereitet, als das Projekt im März 1971 ersatzlos gestrichen wurde.
Die Ölkrise (1973/74) und die Stagflation in vielen europäischen Ländern trugen dazu bei.

## Clubs
In Großbritannien widmen sich speziell Rover P6:
- The Rover P6 Club[11] und
- The Rover P6 Owners Club[12],

im deutschsprachigen Raum kümmern sich
- Rover Freunde Deutschland e. V.,
- Rover Club Schweiz und
- Österreichischer Rover Club.